# 第88回ニューヨーク映画批評家協会賞
88th NYFCC Awards

2022年12月2日
作品賞: 

TAR/ター
第88回ニューヨーク映画批評家協会賞は2022年の映画を対象とした賞で、2022年12月2日に受賞者が発表された。

## 受賞
- 作品賞：
  - 『TAR/ター』

- 監督賞：
  - S・S・ラージャマウリ - 『RRR』

- 主演男優賞 
  - コリン・ファレル - 『イニシェリン島の精霊』、『アフター・ヤン』

- 主演女優賞：
  - ケイト・ブランシェット - 『TAR/ター』

- 助演男優賞：
  - キー・ホイ・クァン - 『エブリシング・エブリウェア・オール・アット・ワンス』

- 助演女優賞：
  - キキ・パーマー - 『NOPE/ノープ』

- 脚本賞：
  - マーティン・マクドナー - 『イニシェリン島の精霊』

- 撮影賞：
  - クラウディオ・ミランダ - 『トップガン マーヴェリック』

- アニメ映画賞：
  - 『マルセル 靴をはいた小さな貝（英語版）』

- 国際映画賞：
  - 『EO イーオー』（ ポーランド）

- ノンフィクション映画賞：
  - 『All the Beauty and the Bloodshed』

- 第一回作品賞：
  - シャーロット・ウェルズ - 『aftersun/アフターサン』

- 特別賞：
  - ジェイク・パーリン
  - dジェネレート・フィルムズ
  - ジャファール・パナヒ